# Cheetah (DC Comics)
Cheetah è un personaggio immaginario dei fumetti pubblicati dalla DC Comics, nota avversaria e arcinemica di Wonder Woman. Nel 2009, il sito web IGN posizionò il personaggio al 69º posto nella lista dei più grandi criminali dei fumetti.

## Storia editoriale
Il personaggio esordì nell'ottobre 1943 sulle pagine di Wonder Woman (vol. 1) n. 6, ideata da William M. Marston e disegnata da H. G. Peter, come alter ego di Priscilla Rich. Nel tempo ci sono state quattro diverse incarnazioni del personaggio:
- Priscilla Rich (la Cheetah della Golden e Silver Age dei fumetti);
- Deborah Domaine (la Cheetah della Bronze Age);
- Barbara Ann Minerva (la Cheetah corrente, post-Crisi);
- Sebastian Ballesteros (un usurpatore maschile che ne assunse brevemente il ruolo nel 2001).

## Biografia del personaggio
Prima della serie a fumetti DC Comics di 12 numeri del 1985 "Crisi sulle Terre infinite" (che è considerato come il punto di inizio della continuity DC precedente al reboot di The New 52 del 2011), ci furono due versioni del personaggio: Priscilla Rich e, poi, sua nipote Deborah Domaine; diversamente dalle versioni successive, non avevano super poteri. Successivamente al 1985 ci furono altre due incarnazioni del personaggio: Barbara Minerva e Sebastian Bellesteros, e la prima fu la più ricorrente dei due. Mentre le incarnazioni pre-Crisi erano semplici donne in costume, quelle post-Crisi erano potenti e feroci Cheetah con grande forza, agilità, artigli e zanne mortali che li rendono in grado di battersi con avversari come Wonder Woman e altri potenti eroi.

### Priscilla Rich
La prima incarnazione del personaggio esordisce nel n. 6 della prima serie a fumetti di Wonder Woman nell'ottobre 1943 e si chiamava Priscilla Rich, una ricca ragazza bionda di Washington, che soffriva di un complesso di inferiorità e di personalità multiple. Dopo essere stata eclissata da Wonder Woman ad un evento benefico e fallendo nel tentativo di ucciderla durante un atto di escapologia, Priscilla si ritirò nella sua stanza e collassò di fronte al suo specchio da trucco dove vide l'immagine di una donna vestita come un ghepardo, e urlò terrorizzata alla vista del suo malvagio sé interiore per la prima volta. «Non mi conosci?», le chiese l'immagine riflessa. «Io sono la VERA te - Cheetah - una cacciatrice infida e implacabile!»". L'immagine comandò a Priscilla di confezionarsi un costume da Cheetah ricavandolo da un vecchio tappeto maculato. «Da adesso in poi,» disse il riflesso, «quando te lo ordinerò, tu ti vestirai come la tua VERA te e farai quello che ti ordinerò...»". Cheetah incastrò Wonder Woman per furto nascondendo il denaro nel suo appartamento e facendo una soffiata alla polizia, poi incendiò un magazzino in cui si trovava Wonder Woman, anche se l'eroina riuscì a scappare. Cheetah sopravvisse e continuò a minacciare Wonder Woman nelle storie successive. Priscilla fu un membro della Villainy Inc., un'associazione criminale che contava alcune tra le tante nemiche di Wonder Woman. Priscilla ebbe numerosi scontri con Wonder Woman fino al suo ritiro nella sua magione nel North Shore Maryland. In Wonder Woman n. 274 (dicembre 1980), il criminale Kobra tentò di reclutare la collega per la sua organizzazione. Quando la incontrò si trovò davanti una donna invalida. La nipote di Priscilla, Deborah, entrò nel momento in cui fu fatta l'offerta, ma prima che Priscilla potesse declinare e alleggerirsi del suo alter ego, morì.
La DC successivamente rilanciò la sua continuità nella serie del 1985 Crisi sulle Terre infinite, introducendo una nuova Cheetah per la Modern Age, Barbara Ann Minerva. La Cheetah originale, Priscilla Rich, fu reinserita come ancora esistente nell'epoca post-Crisi quando la Regina Ippolita divenne la Wonder Woman della Golden Age. Nel presente, invece, viene mostrata come una donna anziana assassinata da Minerva. E in questa realtà non fu mai un'invalida post-Crisi, poiché Minerva menzionò come Priscilla scrisse dei libri che la condannavano quando diventava Cheetah. Rich fu assassinata nella propria casa da Minerva, sotto la pressione di Zoom. Zoom teorizzò che se Minerva avesse ucciso Rich, avrebbe solidificato se stessa come vera Cheetah e che quindi sarebbe stata anche una criminale migliore.
Nel rilancio di The New 52 del 2011, Rich fu riconnessa alla continuità come una dei molti alias utilizzati da Barbara Minerva per commettere crimini nei panni di Cheetah.

### Deborah Domaine
Deborah "Debbie" Domaine fu introdotta come nipote di Priscilla Rich. Una giovane e bella debuttante, Debbie sentiva rimorso per avere avuto un'educazione privilegiata e decise di diventare un'attivista per l'ecologia, incontrando Wonder Woman e stringendo amicizia con lei. Più tardi quello stesso giorno, Debbie fu convocata alla magione di sua zia Priscilla, e la trovò li in procinto di soccombere alla malattia. Dopo che Priscilla morì, gli uomini di Kobra la catturarono e portarono lei e il costume di Cheetah al quartier generale di Kobra, dove le chiesero: "Non sapevi della vita segreta di tua zia, vero? Bene, imparerai--Visto che non possiamo avere l'originale, abbiamo deciso di accontentarci della ricreazione. Lei sarà quella ricreazione, Ms. Domaine".
Kobra torturò Debbie e le fece il lavaggio del cervello fornendole una versione moderna del costume di Cheetah. Il costume originale includeva una maschera provvista di orecchie feline e stivali artigliati e ultra piatti. La versione del costume di Debbie aveva un collo a "V", aperto fino al petto, una fascia con orecchie feline (nascosta in parte sotto i suoi lunghi capelli castani-dorati), e stivali con i tacchi. Entrambi i costumi includevano unghie in acciaio cromato affilati come rasoi dipinti di rosso. "Tu sei ora la mia serva, e io, il tuo maestro. Tu sei Cheetah", disse Kobra, "E riempirai il mondo di terrore!". Debbie ebbe numerosi scontri con Wonder Woman e fu membro della Società segreta dei supercriminali in un conflitto avvenuto sia con la Justice League che con la Justice Society, prima che il suo ruolo come Cheetah venisse retconnesso fuori dall'esistenza a causa dell'alterazione della storia dovuta agli effetti della Crisi sulle terre infinite (1985-1986). Debbie esistette ancora post-Crisi, come notato in una foto nella magione di Priscilla Rich, con una dedica che recitava "A zia Priscilla, con amore Debbie".
Nel rilancio di The New 52 del 2011, Deborah Domaine fu riconnessa alla continuità come una dei molti alias utilizzati da Barbara Minerva per commettere crimini nei panni di Cheetah.

### Barbara Ann Minerva
La terza Cheetah è l'archeologa britannica Barbara Ann Minerva, ereditiera di una vasta fortuna di un'antica famiglia sita a Nottinghamshire. Ambiziosa, affascinante, timida, intelligente ma arrogante, egoista, e seriamente neurotica, Barbara sviluppò una passione per l'archeologia che la portò infine a cercare una tribù in Africa che venerava una guardiana guerriera con i poteri di un ghepardo. Una banda di predoni uccise la guardiana e la maggior parte dei membri della spedizione. Barbara, con l'aiuto di un prete, Chuma, custode del dio-pianta Urzkartaga, prese il posto della guardiana dopo che le fu detto che ne avrebbe guadagnato l'immortalità. I suoi poteri le furono conferiti dall'ingestione di una mistura di sangue umano e bacche, o foglie, di Urzkartaga. Sfortunatamente per Minerva, l'ospite per la persona di Cheetah doveva essere una vergine. Minerva non lo era, così la sua trasformazione fu metà una benedizione e metà una maledizione, poiché sperimentò un grande dolore e disabilità fisiche nella sua forma umana e una grande euforia e sete di sangue nella sua forma felina.
Questa Cheetah fu in qualche modo attiva prima della comparsa della Wonder Woman post-Crisi, e si batté con Catwoman a Roma durante gli eventi di "Batman: Dark Victory" e "Catwoman: When In Rome".
Questa versione di Cheetah entra nel mondo di Wonder Woman quando Barbara scopre che Diana possiede il Lazo della Verità. Come archeologa, Barbara bramò il lazo sperando di aggiungerlo alla sua collezione di articoli storici. Prima tentò di ottenerlo con l'inganno, affermando che vi era un'antica Cintura Dorata di Gea corrispondente dello stesso materiale da cui era stato creato il lazo. Sfortunatamente, anche se il piano procedette abbastanza da far quasi ottenere il lazo a Minerva, il suo magico potere che costringe le persone a dire la verità la obbligò a rivelare le sue vere intenzioni. Diana, profondamente sconvolta da una donna che poteva essere tanto infida, si riprese il suo lazo e ritornò a casa in lacrime. Avendo fallito il piano, Minerva risorse per attaccare l'amazzone come Cheetah al fine di rubarle il lazo. La loro battaglia terminò con un finale inconcludente, quando l'amica di Diana, Julia Kapatelis costrinse Cheetah a ritirarsi dopo averle sparato con il suo iconico fucile.
Nel corso degli anni, l'interesse di Barbara nei confronti del lazo svanì e divenne più interessata a sconfiggere Diana in combattimento a causa del suo ego ferito. Tuttavia, la rivalità tra Cheetah e Diana era fluttuante: Wonder Woman salvò la vita di Cheetah durante un'avventura nella regione balkana di Pan Belgravia. Il dittatore del paese, il Barone Von Nastraed, per ragioni sconosciute, scelse di aiutare un demone di nome Drax catturando una potente donna metaumana. Il corpo della donna catturata sarebbe stata la casa di Barremargux, sposa della dimensione alternativa di Drax. Quando il Barone catturò Cheetah per i suoi scopi, Wonder Woman viaggiò fino lì per salvarla. All'ultimo momento, quando Barremargux era in procinto di entrare su Terra-Uno, Barbara chiuse il passaggio prima che l'attraversamento si completasse saltandovi dentro lei stessa. Barbara rimase intrappolata nella dimensione demoniaca finché il capo della mafia di Boston Julianna Sazia non fece aprire il passaggio dimensionale ad alcuni scienziati per ritrovare Barbara così che servisse i suoi fini. Barbara ingannò Julianna scegliendo di aiutare Wonder Woman quando si trovò nel mezzo di una guerra mafiosa tra Paulie Longo e Julianna Sazia a Boston. Avendo pagato il debito a Wonder Woman per il suo tentativo di salvarla a Pan Belgravia, Cheetah decise di continuare la sua missione di sconfiggere Wonder Woman quando le sarebbe stato più conveniente.
Per un breve periodo di tempo, Minerva perse i suoi poteri a beneficio dell'uomo d'affari Sebastian Ballesteros, che convinse Urzkatarga che lui sarebbe stato un Cheetah migliore di lei. In seguito, Minerva uccise Ballesteros per riottenere i suoi poteri.
La relazione di Cheetah con Urzkatarga è tesa a volte per le intense devozione e lealtà di Minerva. Per un breve periodo, il dio punì Minerva lasciando una delle sue mani in forma umana anche durante la trasformazione in Cheetah, anche se sembrò essere pienamente potenziata e il resto del suo corpo egualmente letale. Con l'aiuto di Zoom, Minerva raggiunse un livello di super velocità anche più grande di quanto possedeva in precedenza. Ci riuscì assassinando Priscilla Rich, che utilizzò in precedenza il nome in codice di Cheetah. Successivamente si unirono all'ultima versione della Società segreta dei supercriminali, e sembrarono essere coinvolti in una relazione sessuale, anche se Zoom si considerava ancora sposato con la sua prima moglie.
Nella storia "Un Anno Dopo", la maga Circe fece un incantesimo che permise a Minerva di cambiare dalla sua forma umana a Cheetah a volontà, anche se fosse rimasta nella sua forma felina in entrambi i travestimenti. Ora controllava tre diversi ghepardi e possedeva ancora la sua super velocità, come dimostrato quando riuscì a rubare il lazo dorato a Donna Troy numerose volte in battaglia. La si vide successivamente in Justice League of America Wedding Special, in cui formò una nuova Lega dell'ingiustizia al fianco di Lex Luthor e del Joker. Comparve anche in Salvation Run, e successivamente in Final Crisis: Resist, dove unì le forze con Checkmate per combattere Darkseid e si godette una breve relazione con Snapper Carr. Nelle pagine di Wonder Woman, si scoprì che lei era il potere dietro la Società Segreta, e che era la responsabile per la creazione di Genocidio. Organizzò un piano per fare in modo che Dottor Psycho prendesse il posto di Sarge Steel come direttore del Dipartimento degli Affari Metaumani che, nel mezzo del massacro di Genocidio, lei cercò di distruggere.

### Cheetah Amazzone
Una versione di Cheetah comparve nella storia "Odissea", che vide gli dei alterare la storia di Diana così che Themyscira venne distrutta quand'era bambina. La nuova Cheetah fu creata dal cadavere di un'amazzone assassina dopo che fu calata in un pozzo mistico di ristorazione e infusa con lo spirito di Magaera dai Morrigan (i criminali che stavano cacciando Wonder Woman). Insieme alla nuova versione di Artemide e Giganta (anche loro create entrambe da Amazzoni morte), la nuova Cheetah aveva la missione di cacciare e uccidere Wonder Woman. Dopo aver rintracciato il rifugio dove Diana viveva con le ultime residenti di Themyscira, Cheetah tenne un'imboscata e uccise brutalmente una giovane Amazzone mentre stava uscendo. Più tardi si vide Cheetah caricarsi il corpo sulle spalle, e allontanandosi mormorando che anche lei sarebbe rinata presto.

## Poteri e abilità
Priscilla Rich e Deborah Dormaine non posseggono veri superpoteri, ma utilizzano in combattimento le loro doti ginniche e dei gadget.
Barbara Ann Minerva possiede una velocità di gran lunga superiore a quella di un ghepardo, sufficiente a farla correre a 120 km/h. Ha inoltre l'istinto dei felini più forti nella lotta, come il leone e la tigre, e ciò ne fa una combattente formidabile. Può anche spiccare balzi di oltre 20 metri da ferma e più di 35 in corsa e altrettanti in alto. Cheetah possiede tutte le capacità fisiche proprie di un ghepardo antropomorfo: canini acuminati, artigli che sono più forti e resistenti rispetto alle ossa, portando così Cheetah a poter tagliare praticamente qualsiasi materiale.
I suoi sensi sono ipersviluppati; in particolare possiede un olfatto così fine da riuscire a riconoscere una persona dal suo odore naturale e inseguirlo per grandi distanze, un udito tanto acuto da captare onde radio altrimenti mute e capacità visive tali per cui è in grado di percepire gli infrarossi e vedere perfettamente nella più totale oscurità. Cheetah ha un processo di guarigione accelerato che le permette di rigenerare parti del corpo danneggiate o distrutte con un'efficienza ben maggiore rispetto a quella possibile per un essere umano ordinario. Ovviamente, la rapidità di recupero varia a seconda della gravità del danno subito; questo suo potere la rende anche particolarmente longeva, rallentando l'effetto del tempo sul suo corpo.
Cheetah inoltre è un'esperta e formidabile combattente corpo a corpo, dotata di uno stile di lotta unico che sfrutta la sua velocità, agilità, sensi e istinti felini.

### New 52
Nel 2011, la DC rilanciò i suoi fumetti, e rinnovò la sua continuità con un'iniziativa chiamata The New 52. Il personaggio fu reinventato come un'immagine corrotta e antecedente a Wonder Woman. Barbara Minerva (avendo utilizzato numerosi alias che si dà il caso che siano i nomi delle varie incarnazioni del personaggio), fu reintrodotta come Cheetah. Come parte della sua nuova storia, Minerva è una socia di Wonder Woman ed un'esperta di reliquie pericolose, e fu cresciuta in una comune rigorosamente femminile chiamata "Amazonia". In possesso di un pugnale appartenuto un tempo ad una perduta tribù di Amazzoni, si tagliò con essa. Fu posseduta dalla Dea della Caccia, che la trasformò in una donna per metà ghepardo i cui artigli sono in grado di tramutare anche Superman in un essere simile a un ghepardo. Le origini di questa Cheetah risalgono alla Santa Tribù, che per secoli cacciò insieme ai ghepardi e in cui ogni generazione uno dei suoi membri veniva scelto come ospite della Dea della Caccia finché un giorno un cacciatore uccise l'ospite corrente, e il coltello utilizzato per ucciderla rimase maledetto finché non cadde nelle mani di Minerva: Cheetah venne sconfitta dalla Justice League e confinata nella prigione di Belle Reve. Tuttavia, una volta lì, entrò in contatto con qualcuno che le disse che si trovava dove era richiesta, implicando che la sua cattura era la messa in scena di un piano più grande.
Durante la storia Forever Evil, Cheetah si trovava tra i super criminali reclutati dal Sindacato del crimine per unirsi alla Società Segreta dei Super Criminali. Una visione che Psi mostrò a Steve Trevor fu Cheetah in possesso del lazo di Wonder Woman e che si nascondeva a Central Park. Quando Steve Trevor e Killer Frost giunsero a Central Park per scovare Cheetah, furono presi in un'imboscata di Cheetah e del suo serraglio (consistente di Elephant Man, Hellhound, Lion-Mane, Maüschen, Primeape, e Zebra-Man). Cheetah maltrattò Trevor utilizzando il lazo di Wonder Woman, ma lui riuscì a superare il lazo spiegando che Diana poteva utilizzarlo solo se lei stessa fosse stata veritiera e pura. Dato che Cheetah non lo era, Trevor riuscì a togliersi il lazo e ad utilizzarlo contro di lei. Mentre Killer Frost fuggì e congelò il serraglio di Cheetah, Steve Trevor mise Cheetah fuori gioco.

## Altre versioni

### Wednesday Comics
Una versione modernizzata di Priscilla Rich comparve come una delle principali antagoniste di Wonder Woman in Wednesday Comics. Qui, viene presentata come una giovane archeologa proveniente da una benestante famiglia di Baltimora, che fa conto su artefatti incantati per garantirsi abilità super umane. Inizialmente diventa amica della giovane Diana (prima che diventi Wonder Woman) ma dopo averla incontrata rivela quasi subito la sua natura infida quando rapì l'amica di Diana, Etta e la utilizzò come esca per una trappola creata da Dottor Poison. Alla fine, sia Priscilla che Poison furono sconfitti da Wonder Woman.

### Justice
La versione Priscilla Rich di Cheetah compare come membro della Legione del destino nella maxiserie Justice dell'artista Alex Ross. Qui, viene mostrato che confezionò il suo costume dalla pelle dei suoi ghepardi domestici, che uccise violentemente e scotennò secondo un antico rituale (vagamente ricordante la versione di Barbara Ann Minerva). Questa versione sembra anche essersi ritirata ad un certo punto prima degli eventi di questa serie, in quanto Diana menzionò che Priscilla era ritornata al lato degli "Dei Oscuri" e che erano diventate amiche ad un certo punto. All'inizio della serie viene mostrata come una dei tanti criminali che soffrono di incubi circa la fine del mondo, e dell'inabilità della Justice League di fermarla. Priscilla ricompare nel quarto numero, partecipando con i suoi ghepardi ad una conferenza sulla pace tenuta da Wonder Woman, ma uccidendoli nella sua camera d'albergo secondo un antico rito e indossando un costume ricavato dalle loro pelli. Quando Wonder Woman lascia la conferenza, Cheetah la attacca nel corridoio, ferendola diverse volte prima di scappare. Più avanti nella serie si scopre che gli artigli di Cheetah erano infettati dal Sangue del Centauro, e che Diana si stava lentamente tramutando di nuovo in creta. L'attacco di Priscilla fu teoricamente l'attacco con più successo, in quanto Wonder Woman cominciò piano piano a sgretolarsi fino al punto che la faccia diventò nera e crepata nel momento in cui la League attaccò la Hall of Doom, e contando sul suo lazo per non cadere in pezzi. Fu menzionato da un cittadino che Cheetah governò una città piena di quelli che la società etichetta come "brutti". Dopo che la League attaccò la Hall of Doom, Priscilla fu una dei pochi criminali a fuggire al loro attacco iniziale, ritirandosi nella sua città in attesa di Wonder Woman. Quando Diana seguì Cheetah accompagnata da numerosi compagni della League, capirono velocemente che la criminale li stava seguendo e Wonder Woman chiese che fosse lasciata sola così da confrontarsi con Priscilla faccia a faccia. Quasi subito dopo essere rimasta sola, Wonder Woman cadde nell'imboscata di Cheetah, si rimosse la maschera protettiva esponendo il suo volto e dimostrando che il Sangue del Centauro l'aveva quasi uccisa. Diana disse a Priscilla che aveva perso tutta la sua pazienza, prima di darle una violenta testata, spaccando la maschera di Cheetah a metà e mettendola fuori gioco.

### DC: La nuova frontiera
Una versione alternativa di Cheetah compare brevemente nel numero finale di DC: La nuova frontiera.

### JLA/Avengers
Cheetah compare brevemente come criminale sotto controllo di Krona in un combattimento contro Tigra.

### Wonder Woman: The Blue Amazon
Un'altra versione alternativa di Cheetah compare in Wonder Woman: The Blue Amazon.

### Flashpoint
Nella linea alternativa di Flashpoint, Cheetah si unisce alle Furie Femminili di Wonder Woman. Dopo che le Furie attaccarono Grifter e la Resistenza, Cheetah fu mangiata da Etrigan.

### Wonder Woman '77
Un'illusione di Priscilla Rich comparve nella seconda storia del fumetto basato sulla serie televisiva di Wonder Woman, anche se non comparve nella serie. Lei, insieme ad altri nemici, fu creata dal Dottor Psycho al fine di sconfiggere Wonder Woman. Cheetah esclamò, "Ho aspettato decenni per questo momento!", implicando che si fosse battuta con Wonder Woman negli anni '40. Più avanti nella serie, Barbara Minerva divenne Cheetah in un'origine simile a quella della sua controparte di New 52. In questo caso si scopri che la sua fonte di potere era la dea egiziana Mafdet. Dopo una battaglia con Wonder Woman venne presa in custodia. Successivamente, ricomparve dopo un'evasione e convinse Clayface ad attaccare Wonder Woman così da ricostituire la sua salute.

### Sensation Comics Featuring Wonder Woman
Cheetah comparve in numerose storie della serie antologica Sensation Comics Featuring Wonder Woman. Si batté brevemente con Wonder Woman in "Taketh Away", dove si scoprì che Dottor Psycho stava controllando telepaticamente Wonder Woman. In "Generations" fu alla ricerca dell'uovo della mitologica fenice che si dicesse potesse conferire l'immortalità. Dopo una lunga battaglia con Wonder Woman, Cheetah si ritira. In "The Problems With Cats", una ragazzina gioca con le bambole della propria sorella, una delle quali è vestita in modo somigliante alla versione di Cheetah di Priscilla Rich. In "Island of Lost Souls", Barbara Minerva chiese aiuto a Wonder Woman per trovare la pianta che avrebbe salvato la vita di Cheetah.

### The Legend of Wonder Woman
Priscilla Rich comparve in questa origine alternativa ri-narrata di Wonder Woman come alleata del Partito Nazista. Fu menzionato che fosse una fornitrice per i "bisogni straordinari" della Germania.

### Injustice: Gods Among Us
La versione di Cheetah di Barbara Ann Minerva compare nel fumetto Injustice: Gods Among Us. Qui, compare nel bar di criminali World's End in Keystone City, mentre guarda un altro criminale giocare a freccette quando Flash e Wonder Woman improvvisamente irrompono all'interno. Cheetah si trova nell'incredulità, pronta con i suoi artigli, anche se Wonder Woman afferma che stanno solo cercando Mirror Master e che non vogliono guai. Quando Cheetah si avvicina minacciosamente chiedendo "E se invece volessimo i guai?", Wonder Woman le suggerisce di non farlo, rivelando che il resto della League si trova al di fuori, facendola così arretrare.

### Superman: American Alien
Barbara Minerva comparve in Superman: American Alien come giovane mondana a bordo di un yacht per una festa di compleanno in onore di Bruce Wayne. Qui, incontra Clark Kent, e i due cominciano una breve storia romantica. Barbara esprime il suo interesse nel diventare un'archeologa, un rimando alla sua controparte DC principale.

## Altri media

### Audiolibri
- Nel 1982, la storia su audiocassetta "Cheetah on the Prowl" fu pubblicata con la voce dell'attrice Sonia Manzano nel ruolo di Cheetah, Deborah Domaine.

### Cinema

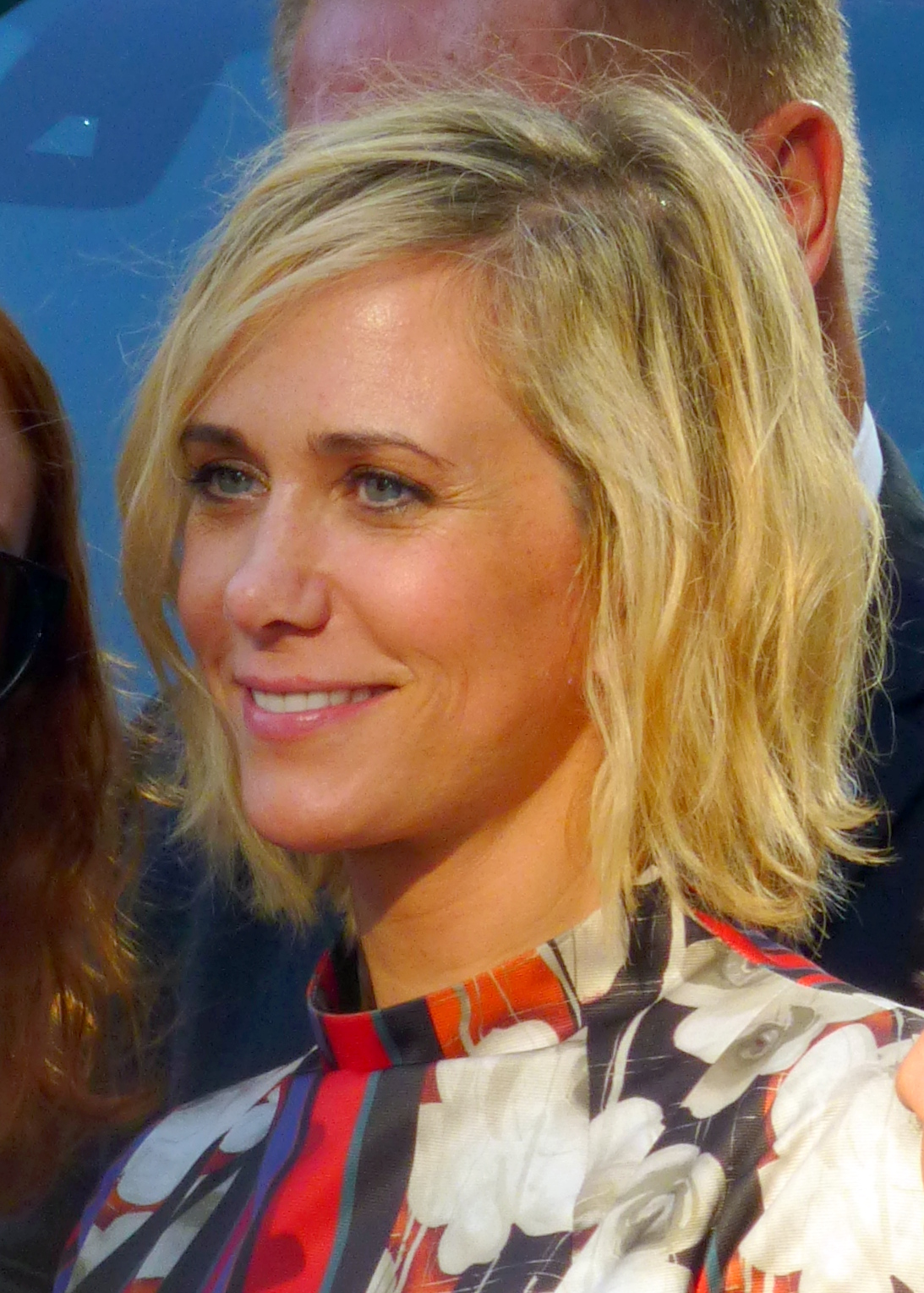
Kristen Wiig interpreta Cheetah nel film Wonder Woman 1984

- Barbara Ann Minerva / Cheetah, compare per la prima volta sul grande schermo col volto dell'attrice statunitense Kristen Wiig come antagonista secondaria nel nono film del DC Extended Universe Wonder Woman 1984 (2020), diretto da Patty Jenkins.[27]

#### Film d'animazione
- La versione Barbara Ann Minerva di Cheetah compare brevemente nel film d'animazione Wonder Woman. La si vede verso la fin dove ruba un artefatto da un museo e attacca la polizia. A questo punto Wonder Woman entra nel suo costume, salta oltre la macchina della polizia, avvolge Cheetah nel suo lazo della verità e la tira verso di sé. Nel momento in cui Wonder Woman sta per darle un pugno, il film termina.
- Cheetah compare brevemente durante la fine di Justice League: The New Frontier.
- La versione Barbara Ann Minerva di Cheetah compare nel film animato Superman/Batman: Nemici pubblici. Compare come uno dei tanti super criminali che cercano di intascare la taglia su Superman.
- La versione Barbara Ann Minerva di Cheetah compare in Justice League: Doom, doppiata da Claudia Black con il suo accento britannico[28]. Viene selezionata da Vandal Savage come parte della sua Legion of Doom, appositamente per uccidere Wonder Woman. Cheetah combatte con lei su una barca e riesce a ferire il braccio di Diana infettandola con un veleno. Il potere del veleno si manifesta quando Cheetah salta dalla barca e cerca di scappare, ma quando Diana cerca di seguirla intorno a sé vede solo decine e decine di Cheetah, inclusi civili, poliziotti e Cyborg. Diana comincia a combattere contro ogni Cheetah che vede, mettendo al tappeto civili, poliziotti e staccando il braccio di Cyborg (Victor fu in grado di riattaccarlo più avanti). Cyborg dedusse che, a causa dell'educazione di Wonder Woman come guerriera, combattendo in quel modo alla fine si sarebbe affaticata e avrebbe mandato fuori scala la pressione sanguigna, il battito cardiaco e la respirazione, quindi: l'intento di Cheetah era o mandare il cuore di Wonder Woman in infarto, soffrire un aneurisma o farla uccidere dagli spari dei poliziotti. Ma Cyborg riuscì a curar Diana prima che una di queste eventualità potesse verificarsi. Cheetah dovette unirsi al piano di Vandal Savage di genocidio, non vedendo altre opzioni, e gli tagliò la gola quando disse che non poteva morire. Lo uccise, ma subito Savage si alzò e la colpì alla testa. Quando la Justice League irruppe nella Hall of Justice, Cheetah si gettò su Wonder Woman di persona, ma fu infine sconfitta da Diana. Da notare che Cheetah è l'unico personaggio della Legion "originale" che compare nel film.
- La versione Barbara Ann Minerva di Cheetah compare in JLA Adventures: Trapped In Time, doppiata da Erica Luttrell.
- In Justice League: Gods and Monsters, la League ferma un attacco terroristico ad un'ambasciata straniera, e uno dei criminali coinvolti è un maschio non identificato, che indossa una giacca con un ghepardo stampato sopra. Anche se utilizza gli artigli come Bronze Tiger, si scontra con Wonder Woman, suggerendo che lui sia il Cheetah di quell'universo.
- Cheetah compare nel film animato Batman Unlimited: Istinti animali come membro del gruppo di criminali a tema animale del Pinguino, qui doppiata da Laura Bailey[29].
- Cheetah compare nel film Lego DC Comics Super Heroes: Justice League: Attack of the Legion of Doom, doppiata da Cree Summer[30].
- Cheetah compare come membro della Legion of Doom nel film animato Justice League vs. Teen Titans.[31]
- Cheetah compare come membro della Villainy Inc. nel film d'animazione Wonder Woman: Bloodlines.
- Barbara Minerva, alias Cheetah, è l'antagonista principale del film d'animazione Catwoman: Braccata.

### Televisione
- La versione Priscilla Rich di Cheetah comparve in Challenge of the Super Friends, doppiata da Marlene Aragon. In uno degli episodi più noti "The Secret Origins of the Super Friends", la Legion of Doom viaggia nel passato per eliminare Superman, Lanterna Verde e Wonder Woman prima che possano diventar eroi. I criminali giunsero sull'Isola Paradiso, qualche momento prima che la Principessa Diana partecipasse al torneo che avrebbe vinto rendendola Wonder Woman. Cheetah si travestì da Amazzone, partecipò ai giochi e fermò Diana, in quanto le sue abilità atletiche le permisero di vincere la maggior parte delle competizioni. Alla fine del torneo, rimasero solo Cheetah e Diana e si confrontarono l'un l'altra in una battaglia di raggi stordenti che avrebbe incoronato infine la vincitrice. Per aiutarsi, Cheetah utilizzò braccialetti "controlla radar" per deflettere i raggi di Diana verso di lei stordendo così la Principessa Amazzone. Cheetah fu la vincitrice e si presentò con l'uniforme e le armi di Wonder Woman. La criminale bionda, ora indossando l'uniforme della campionessa Amazzone, gongolò nella sua vittoria ("Ce l'ho fatta! Ora sono io Wonder Woman!"). La vittoria di Cheetah causò la scomparsa di Diana dalla linea temporale futura, eliminando così Wonder Woman. Tuttavia il trionfo della Legion of Doom fu temporaneo. I super amici restanti scoprirono il piano e tornarono indietro nel tempo per riparare al danno. Flash giunse all'Isola Paradiso e utilizzò la sua super velocità per respingere i raggi che avrebbero colpito Diana e reindirizzandoli verso Cheetah, stordendola. Così, Diana vinse il torneo e divenne Wonder Woman.
- Una nuova Cheetah comparve nella serie animata di Cartoon Network Justice League, doppiata dall'attrice Sheryl Lee Ralph. Questa versione (vagamente somigliante alla versione Barbara Ann Minerva), fu un tempo una scienziata che fu coinvolta in una preziosa ricerca genetica. Tuttavia, come lei spiega, i fondi cominciavano a scarseggiare, e fu quindi inabilitata a proseguire i suoi esperimenti. In un ultimo sforzo nel tentativo di provare il valore della sua ricerca, testò le sue teorie su se stessa. Il risultato fu la mutazione in un ibrido metà umano metà felino. Fu quindi evitata dalla comunità scientifica per la sua temerarietà e ostracizzata dall'umanità come fenomeno da baraccone. Senza alternative, si volse al crimine per cercare altri fondi per la sua ricerca al fine di invertire il cambiamento. La sua prima comparsa fu nell'episodio Una banda pericolosa (prima parte), dove era un membro della Injustice Gang. Si unì alla Injustice Gang di Lex Luthor per la stessa ragione per cui lei divenne inizialmente una criminale: soldi, ma a differenza degli altri, ha poco intento criminale, e non è puramente interessata a ritornare normale. Quando la Injustice Gang riesce a catturare Batman, l'eroe capisce che Cheetah non è come gli altri e le offre una via d'uscita in cambio del suo aiuto nella sconfitta di Luthor. Tuttavia, Cheetah esitò nell'accettare l'offerta di Batman poiché furono scoperti da un altro membro scontento. Quando Luthor capì di avere un traditore tra le sue file, puntò la colpa su Cheetah grazie a un video della videocamera di sicurezza che la mostrava mentre baciava Batman. Fu quindi messa k.o. da Joker e quindi portata via da Solomon Grundy. Cheetah ricomparve in Justice League Unlimited. In Storie di bimbi, combatte contro Wonder Woman durante una rapina in banca. Nella stagione finale, Cheetah si unisce a Società segreta dei supercriminali di Gorilla Grodd anche se in veste di personaggio minore.
- La versione Priscilla Rich di Cheetah comparve nell'episodio "Supereroi contro super criminali", della serie animata Batman: The Brave and the Bold, doppiata da Morena Baccarin. Qui, collabora con Lex Luthor e Joker al fine di creare un piano per sconfiggere Superman, Batman e Wonder Woman. Lei sconfisse facilmente Superman con le arti marziali, la kryptonite e l'amuleto magico di Orzchartaga che incanalò il pieno potere del suo essere. Fu poi sconfitta da Superman che la congelò con il suo soffio artico lasciandola vulnerabile ai colpi finali di Batman e Wonder Woman. Comparve infine nell'ultima puntata, "The End", dove fu colpita da Booster Gold.
- La versione Barbara Minerva di Cheetah comparve nel terzo corto di Super Best Friends Forever. Si batté con Supergirl, Batgirl e Wonder Girl mentre le tre litigano per il nome riguardante il loro gruppo.
- In Robot Chicken DC Comics Special, la versione Priscilla Rich di Cheetah, doppiata da Clare Grant.
- L'animale domestico di Cheetah, Chauncey, comparve nel corto DC Super Pet dal titolo "Have Your Cake and B'Dg Too". La versione Priscilla Rich di Cheetah può essere vista nei titoli di coda con il suo animaletto.
- La versione Priscilla Rich di Cheetah comparve nello speciale animato del 2015 DC Super Friends, basato sulla linea di giocattoli Imaginext. Qui è doppiata da Blaze Berdahl.
- La versione Barbara Minerva di Cheetah comparve nella serie animata Batman Unlimited, doppiata da Laura Bailey.
- Cheetah comparve nella serie web DC Super Hero Girls, doppiata da Ashley Eckstein.
- Cheetah comparve nuovamente nell'anime Suicide Squad Isekai.

### Videogiochi
- La versione Barbara Ann Minerva di Cheetah compare nel videogioco Justice League Task Force per SNES e Sega Genesis come personaggio giocabile.
- La versione Barbara Ann Minerva di Cheetah compare in DC Universe Online doppiata da Adrienne Mischler. Nella campagna dell'eroe, Cheetah impersona il boss nella Hall of Doom. Nella campagna del criminale, Cheetah impersona il venditore nell'ala magica della Hall of Doom. È anche un personaggio Legends.
- La versione animata di Cheetah compare in Justice League: Injustice For All per Game Boy Advance, sia come mini boss che come boss normale.
- Tre versioni di Cheetah compaiono in Scribblenauts Unmasked: A DC Comics Adventure. Compare Barbara Ann Minerva nel suo look di New 52, e agisce da boss di fine livello nel livello di Wonder Woman. Priscilla Rich viene convocata insieme alla Legion of Doom. E compare anche Sebastian Ballesteros.
- La versione New 52 di Cheetah è un costume sbloccabile in LittleBigPlanet2, come parte del DC Comics Premium Level Pack.
- La versione Barbara Ann Minerva di Cheetah compare in LEGO Batman 3: Gotham e oltre come personaggio giocabile. Erica Luttrell riprende il suo ruolo.
- La versione Barbara Ann Minerva di Cheetah appare in Injustice 2 come personaggio giocabile.

## Parodie
- Nell'episodio Bande pazze della serie animata South Park, viene parodiata la Legion of Doom. La Legion ha un membro che somiglia a Priscilla Rich.
- In un episodio di Attack of the Show! una breve lista dei problemi nell'essere Wonder Woman mise in terza posizione "I tuoi nemici sono lagnosi", in cui Blair Butler (che scrisse anche la scena comica) vestito da Cheetah attacca Olivia Munn (che interpreta Wonder Woman), solo per essere facilmente sconfitto. Butler riprese il ruolo in un secondo corto intitolato "Wonder Woman's Guide to Office Safety", in cui Cheetah si fondeva con un frigorifero dopo essere stata formata da un vecchio pranzo contenente componenti chimici essenziali corretti.